# Lyndeborough
Lyndeborough és una població dels Estats Units a l'estat de Nou Hampshire. Segons el cens del 2000 tenia 1.585 habitants.

## Demografia
Segons el cens del 2000, Lyndeborough tenia 1.585 habitants, 560 habitatges, i 420 famílies. La densitat de població era de 19,7 habitants per km².
Dels 560 habitatges en un 37,1% hi vivien nens de menys de 18 anys, en un 67,7% hi vivien parelles casades, en un 4,8% dones solteres, i en un 25% no eren unitats familiars. En el 16,4% dels habitatges hi vivien persones soles el 5,7% de les quals corresponia a persones de 65 anys o més que vivien soles. El nombre mitjà de persones vivint en cada habitatge era de 2,83 i el nombre mitjà de persones que vivien en cada família era de 3,2.
Per edats la població es repartia de la següent manera: un 26,9% tenia menys de 18 anys, un 6,3% entre 18 i 24, un 32,6% entre 25 i 44, un 27,3% de 45 a 60 i un 6,9% 65 anys o més.
L'edat mediana era de 38 anys. Per cada 100 dones de 18 o més anys hi havia 99,8 homes.
La renda mediana per habitatge era de 59.688$ i la renda mediana per família de 70.223$. Els homes tenien una renda mediana de 37.941$ mentre que les dones 29.327$. La renda per capita de la població era de 27.169$. Entorn de l'1,2% de les famílies i el 3,3% de la població estaven per davall del llindar de pobresa.